# Vereinsrecht (Deutschland)
In der deutschen Rechtswissenschaft ist Vereinsrecht das Rechtsgebiet, das den Verein regelt. Verfassungsrechtlicher Hintergrund ist die Vereinigungsfreiheit gemäß Art. 9 Abs. 1 Grundgesetz. Die Gründung, Organisation und Haftung des Vereins ist in den §§ 21–79 des Bürgerlichen Gesetzbuchs (BGB) geregelt. Das Vereinsgesetz regelt dagegen die öffentlich-rechtlichen Bezüge des Vereins. Der Verein ist die Grundform der privaten Körperschaften.

## Vereinsformen

### Altrechtlicher Verein
Altrechtliche Vereine bestanden bereits vor dem Inkrafttreten des BGB und sind nicht im Vereinsregister eines Amtsgerichts eingetragen. Die Rechtsfähigkeit richtet sich nach den vor 1900 geltenden landesrechtlichen Bestimmungen, häufig wurde sie landesherrlich verliehen. Alle weiteren BGB-Vorschriften zum Vereinsrecht gelten für solche Vereine gleichermaßen.

### Eingetragener Verein
Durch Eintragung in das Vereinsregister des zuständigen Amtsgerichtes nach § 21 BGB erhält ein nicht wirtschaftlicher Verein (sog. Idealverein) Rechtspersönlichkeit, also den Status einer juristischen Person. In der Satzung bestimmt der Verein seine eigene Verfassung weitgehend selbst (Vereinsautonomie). Der eingetragene Verein ist die wichtigste Form des Vereins. Eingetragen werden in der Regel nur Vereine mit mindestens sieben Mitgliedern (§ 56 BGB).
Ein eingetragener Verein kann nach § 51 Abgabenordnung durch das Finanzamt als gemeinnützig und somit steuerbegünstigt anerkannt werden, wenn sein Vereinsziel ausschließlich und unmittelbar gemeinnützige (§ 52), mildtätige (§ 53) oder kirchliche Zwecke (§ 54) verfolgt.

### Wirtschaftliche Vereine
Der wirtschaftliche Verein nach § 22 BGB ist auf einen wirtschaftlichen Geschäftsbetrieb gerichtet. In der Praxis spielt er neben den Kapitalgesellschaften, vor allem der Aktiengesellschaft und der Gesellschaft mit beschränkter Haftung kaum eine Rolle. Grund dafür ist, dass er nur zulässig ist, wenn die anderen Körperschaften für die beabsichtigten Zwecke ungeeignet sind.
Die Aktiengesellschaft, Gesellschaft mit beschränkter Haftung und verwandte Rechtsformen wie die KGaA sind ebenfalls wirtschaftliche Vereine; sie erlangen volle Rechtsfähigkeit durch das Aktiengesetz bzw. das GmbH-Gesetz.
Eingetragene Genossenschaften (eG) sind gemäß Genossenschaftsgesetz rechtsfähige Vereine.
Ein Versicherungsverein auf Gegenseitigkeit (VVaG) ist eine besondere Rechtsform für Versicherer, nämlich ein Verein, der die Versicherung seiner Mitglieder nach dem Grundsatz der Gegenseitigkeit betreiben will. Diese besondere, nur für Versicherer zulässige Rechtsform des VVaG, ist im dritten Teil des VAG geregelt.
Ohne spezielle bundesgesetzliche Regelung kann ein wirtschaftlicher Verein nur durch staatliche Verleihung Rechtsfähigkeit erlangen (§ 22 BGB). Dies wird etwa bei bestimmten forstwirtschaftlichen Vereinen oder der GEMA praktiziert.

### Verein ohne Rechtspersönlichkeit
Ein Verein, der nicht auf eine der oben genannten Weisen Rechtsfähigkeit erlangt hat, ist ein Verein ohne Rechtspersönlichkeit. Bis 2023 wurden diese Vereine als nicht rechtsfähige Vereine bezeichnet. Die Umbenennung erfolgte, da diesen Vereinen in der Rechtsentwicklung entgegen ihrer Bezeichnung eine gewisse Rechtsfähigkeit zugesprochen wurde.
Auf ihn finden gemäß § 54 Abs. 1 Satz 1 BGB die Vorschriften für Idealvereine entsprechende Anwendung. Wenn der Verein wirtschaftlich tätig ist, finden stattdessen die allgemeinen Vorschriften für Gesellschaften im engeren Sinne (§§ 705 ff. BGB) Anwendung, die aber zumeist als außer Kraft gesetzt im Sinne einer Behandlung als eingetragener Verein anzusehen sind. Gleichwohl kann auch ein Verein ohne Rechtspersönlichkeit nach § 51 Abgabenordnung durch das Finanzamt als gemeinnützig und somit steuerbegünstigt anerkannt werden, wenn sein Vereinsziel ausschließlich und unmittelbar gemeinnützige (§ 52), mildtätige (§ 53) oder kirchliche Zwecke (§ 54) verfolgt.

## Gründung
Die Gründung eines rechtsfähigen, eingetragenen Vereins geschieht folgendermaßen:
1. Abhaltung einer Gründungsversammlung
2. Beschluss einer Satzung, die von mindestens sieben Mitgliedern unterschrieben sein muss[8]
3. Bestimmung eines Vorstandes[9]
4. Abfassung eines Gründungsprotokolles[10]
5. Schriftliche Anmeldung mit Unterschriftsbeglaubigung des anmeldenden Vorstandes ins Vereinsregister beim zuständigen Amtsgericht

Die Unterschriftsbeglaubigung erfolgt durch einen Notar, in Baden-Württemberg, Hessen und Rheinland-Pfalz auch kostengünstig durch die nach Landesrecht zuständigen anderen Stellen (insbesondere Ratsschreiber bzw. in Hessen Ortsgericht). Der Anmeldung beizufügen sind die Unterlagen gem. Ziff. 2 in Ur- und Abschrift, 4 und 5 und außerdem eine Abschrift der Urkunde über die Bestellung des Vorstandes (ggf. in Ziff. 4 bereits enthalten). Zweckmäßigerweise sollte noch eine vom Vorstand vollzogene (unbeglaubigte) Bescheinigung über die Zahl der Vereinsmitglieder eingereicht werden, weil das Registergericht dies gem. § 72 BGB verlangen kann (nicht muss) und oft auch verlangt.
Für die Gründung eines Vereins ohne Rechtspersönlichkeit genügt die kleinstmögliche Personenmehrheit, also zwei Personen.

## Laufender Betrieb eines Vereins
Die Organe eines Vereins sind mindestens die Mitgliederversammlung und bei eingetragenen Vereinen die Mitgliederversammlung und der Vorstand. Weitere Organe können durch die Satzung bestimmt und mit Kompetenzen versehen werden, solche sind beispielsweise Beirat, Aufsichtsrat, Kuratorium oder auch Präsidium.

### Mitgliederversammlung
Oberstes Organ des Vereins ist die Mitgliederversammlung (§ 32 BGB), in der Praxis teilweise auch als (Jahres-)Hauptversammlung bezeichnet. Sie entscheidet in allen Vereinsangelegenheiten, die nicht vom Vorstand oder einem anderen in der Satzung bestimmten Organ zu besorgen sind. Insbesondere bestellt die Mitgliederversammlung den Vereinsvorstand und beruft diesen ab (§ 27 BGB), soweit die Satzung diese Zuständigkeit nicht einem anderen Organ zuweist.
Die Einberufung der Mitgliederversammlung erfolgt durch den Vereinsvorstand. Dieser ist dazu verpflichtet in den von der Satzung bestimmten Fällen und wenn die Interessen des Vereins es gebieten (§ 36 BGB). Zudem gewährt das Gesetz, soweit die Satzung eines Vereins nichts anderes bestimmt, einer Minderheit von zehn Prozent der Mitglieder das Recht, den Vorstand zur Einberufung zu zwingen (§ 37 BGB). Eine jährliche Einberufung – wie bei der ordentlichen Hauptversammlung einer Aktiengesellschaft – ist demgegenüber nicht vorgeschrieben. Freilich ist es praktisch üblich, dass die Satzungen von Vereinen eine solche regelmäßige Mitgliederversammlung vorsehen.
Für den Ablauf der Mitgliederversammlung trifft das Gesetz nur wenige Vorgaben, von denen zudem auch durch die Satzung abgewichen werden darf (§ 40 BGB). Entscheidungen werden grundsätzlich mit relativer Mehrheit gefasst (§ 32 Abs. 1 S. 3 BGB). Ein satzungsändernder Beschluss erfordert eine Mehrheit von 75 Prozent der abgegebenen Stimmen, während die Änderung des Vereinszweckes sogar die Zustimmung aller Mitglieder erforderlich macht (§ 33 BGB). Die Mitglieder eines Vereins können einen Beschluss auch ohne Versammlung fassen, wenn alle ihre Zustimmung schriftlich erklären (§ 32 Abs. 2 BGB). Darüber hinaus können Mitgliederversammlungen auch über das Internet abgehalten werden, z. B. per Chat oder Wiki, wenn das in der Satzung vorgesehen ist.

#### Mitgliedschaft
Die Mitgliedschaft im Verein wird entweder durch Mitwirkung als Gründer oder durch Beitritt erworben. Der Beitritt ist ein Vertrag zwischen dem Verein und dem neuen Mitglied, setzt also dessen Antrag und die Annahme durch den Verein, in der Regel vertreten vom Vorstand, voraus. Sofern die Satzung nichts anderes bestimmt, sind die Rechte aus der Mitgliedschaft nicht übertragbar und nicht vererblich. Ohne eine entsprechende Regelung in der Satzung kann die Ausübung der Mitgliedschaftsrechte nicht einem anderen überlassen werden. Die Mitgliedschaft endet durch Tod (nur bei natürlichen Personen), Ausschluss oder Austritt. Die Austrittserklärung ist eine empfangsbedürftige Willenserklärung. Die Satzung kann – was in der Praxis üblich ist – vorsehen, dass der Austritt nur zum Ende eines Quartals oder eines Kalenderjahres möglich ist.

##### Rechte
Vereinsmitglieder haben aufgrund ihrer Mitgliedschaft im Verein bestimmte Rechte und Pflichten, wobei die Mitgliedschaft, sofern die Satzung nichts anderes bestimmt, nicht übertragen, vererbt oder verpfändet werden kann. Zu den Mitgliedsrechten zählen unter anderem das Recht auf Nutzung von Vereinseinrichtungen, die Teilnahme an Vereinsveranstaltungen, das Recht zur Einberufung der Mitgliederversammlung (§ 37 BGB), das passive Wahlrecht sowie das Recht auf Austritt aus dem Verein (§ 39 BGB).

##### Pflichten
Die Mitglieder sind gemäß den Satzungsbestimmungen zur Beitragspflicht verpflichtet, die festgelegten Beiträge zu leisten. Zudem sind sie durch die Treuepflicht angehalten, die Interessen des Vereins zu fördern, vereinschädigendes Verhalten zu vermeiden und sich bereit zu erklären, Vereinsämter zu übernehmen.

### Vertreterversammlung
Bei mitgliederstarken Vereinen (z. B. beim ADAC) würde die hohe Anzahl potentieller Teilnehmer den organisierbaren Rahmen sprengen. Daher wird die Mitgliederversammlung für den Regelfall durch eine Vertreterversammlung ersetzt (wie bei der Genossenschaft in § 43a GenG gesetzlich geregelt). Beim ADAC wählen die regionalen Mitgliederversammlungen Delegierte, die dann als stimmberechtigte Mitglieder an der Hauptversammlung mitwirken. Dieses Recht der Delegierten muss sich aus der Satzung ergeben.

### Vorstand
Im gerichtlichen und außergerichtlichen Rechtsverkehr wird der Verein gesetzlich durch seinen Vorstand vertreten, dessen Einrichtung vom Gesetz zwingend vorgeschrieben ist (§ 26 BGB).
Als spezieller gesetzlicher Vertreter kann satzungsrechtlich ein Geschäftsführer bestimmt werden (§ 30 BGB).

### Weitere Organe
Die Satzung eines Vereins kann weitere Organe vorsehen. Häufig finden sich etwa ein „Ältestenrat“ oder ein „Beirat“, aber auch „Kassenprüfer“. Diesen kann über rein beratende Aufgaben auch eine eigene Entscheidungskompetenz zugewiesen werden.

### Vereinsgerichtsbarkeit
Vereins- oder Verbandsgerichte, denen in Ausübung der Befugnis zur inneren Selbstorganisation eine Entscheidungszuständigkeit in bestimmten satzungsmäßig geregelten Bereichen zugewiesen ist, sind in der Regel keine Schiedsgerichte im Sinne der Zivilprozessordnung. Dementsprechend sind Entscheidungen von Vereins- oder Verbandsgerichten grundsätzlich mit der Klage nach den §§ 253 ff. ZPO überprüfbar.
Durch die Vereinssatzung können auf das Mitgliedschaftsverhältnis bezogene Streitigkeiten allerdings auch einem echten Schiedsgericht zugewiesen werden, für das gemäß § 1066 ZPO die §§ 1025 ff. ZPO entsprechend gelten. Das satzungsmäßig berufene Gericht ist aber nur dann ein Schiedsgericht im Sinne der §§ 1025 ff. ZPO, wenn Rechtsstreitigkeiten unter Ausschluss des ordentlichen Rechtswegs der Entscheidung durch eine unabhängige und unparteiliche Instanz unterworfen werden. Die Streitbeteiligten müssen paritätisch Einfluss auf die Besetzung eines solchen Gerichts nehmen, und die Satzung muss gewährleisten, dass das Gericht den Beteiligten als neutraler Dritter gegenübersteht. In diesem Fall handelt es sich bei der Entscheidung des Gerichts um einen Schiedsspruch, der nach den §§ 1059, 1062, 1065 ZPO nur einer eingeschränkten Überprüfung durch staatliche Gerichte unterliegt.

### Haftung
Ehrenamtlich tätige und geringfügig entlohnte Vereinsorgane und -mitglieder haften dem Verein gegenüber nach den §§ 31a, 31b BGB nur für Vorsatz und grobe Fahrlässigkeit. Darüber hinaus kann eine weitergehende Haftungsbeschränkung auf Vorsatz durch die Vereinssatzung getroffen werden. Sowohl der rechtsfähige als auch der nichtrechtsfähige Verein kann Träger von Rechten und Pflichten sein, kann klagen und verklagt werden und Vermögen erwerben. Unterschiede zwischen rechtsfähigem und nichtrechtsfähigem Idealverein bestehen jedoch beim Haftungsrecht: Zwar haften die Mitglieder weder beim eingetragenen noch beim nichteingetragenen Verein persönlich für die Verbindlichkeiten des Idealvereins. Beim nichteingetragenen Verein haften die für den Verein handelnden Personen aber neben dem Verein auch persönlich für Rechtsgeschäfte, die im Namen des Vereins abgeschlossen werden (§ 54 Satz 2 BGB). Handelnde Person ist jede Person, die im Namen des Vereins direkt tätig wird und in irgendeiner Weise als Teil des Vereins in Erscheinung tritt. Beim rechtsfähigen Verein gibt es eine solche Haftung der Handelnden hingegen nicht.

## Ende des Vereins

### Entziehung der Rechtsfähigkeit
Dem rechtsfähigen, also im Vereinsregister eingetragenen Verein wird die Rechtsfähigkeit auf Antrag oder von Amts wegen entzogen, wenn
- durch einen gesetzeswidrigen Vorstands- oder Mitgliederversammlungsbeschluss das Gemeinwohl gefährdet ist,
- der Verein satzungswidrig wirtschaftliche Zwecke verfolgt oder
- die Zahl der Vereinsmitglieder unter drei sinkt.

### Vereinsauflösung
Der Verein wird durch Beschluss der Mitgliederversammlung oder durch Eröffnung des Insolvenzverfahrens aufgelöst. Sein Vermögen fällt dann an die in der Satzung bestimmten Personen. Enthält die Satzung hierüber keine Bestimmung, so fällt das Vermögen an den Fiskus des Bundeslands, in dem der Verein seinen Sitz hat.

### Vereinsverbot
Im Vereinsgesetz ist die Möglichkeit des behördlichen Verbotes von Vereinen geregelt.

## Steuerrecht
Gemeinnützige Vereine erhalten Steuervergünstigungen, wenn ihre Tätigkeit darauf abzielt, die Allgemeinheit in materiellem, geistigem oder sittlichem Bereich selbstlos zu fördern (§ 52 AO). Zudem können sie steuerlich begünstigt werden, wenn sie hilfsbedürftige oder einkommensschwache Personen unterstützen (§ 53 AO) oder die Religionsgemeinschaften des öffentlichen Rechts fördern (§ 54 AO).
Für die Anerkennung als gemeinnütziger Verein durch die Finanzverwaltung müssen die Vereinssatzung und -tätigkeit bestimmte Anforderungen erfüllen, die in den §§ 51-68 der Abgabenordnung (AO) festgelegt sind. Zudem enthält die Anlage zur Abgabenordnung Mustersatzungsbestimmungen, die für Vereine Anwendung finden.

## Fachtagungen zum Vereinsrecht
- Vereinsrechtstag (jährlich, Frankfurt am Main)
- Hamburger Tage des Stiftungs- und Non-Profit-Rechts (jährlich, Hamburg)